# Julstång
Julstång, även julruska och Tomaskors, är en benämning på en kvistad (och vanligen barkad) mindre gran som förr under jul var rest på gårdsplanen med ruska, julkors eller liknande i toppen. I sin vanligaste form var det en avkvistad liten gran med en toppruska kvarlämnad, ibland med någon dekoration utskuren i barken. 
Julstänger restes vanligen parvis framför boningshusets entré på landsbygdens gårdar, särskilt i mellersta Sverige.
Överblivna grankvistar lades utanför ingången som en slags dörrmatta, en sed som fortfarande lever kvar i Sverige. Inne i stugan lade man halm på golvet. 

## Ordet julstång
Julstänger kallades ibland ”julruskor”. Men vanligen betecknar ”ruska” i detta sammanhang det i toppen kvarsittande okvistade partiet på en i övrigt helt kvistad och barkad trädstam. En eller flera separata mindre julruskor kunde vara fästade vid stången.
Julstången restes vid jul. Feststänger, med liknande utseende har även använts vid andra tillfällen, exempelvis bröllop (kryckestänger), majstänger eller prydnader vid begravning eller liknande.
Ordet ”julstång” har även använts även för en mindre, bärbara stänger.

## Funktion
Linné skriver ”Utan för porten sättas 2:ne höga, smale, afbarkade granstänger vid jultiden, hinc julstänger, hvilka stå sedan hela året igenom, der de till annat ej nödvändigt behöfvas.”
Senare tiders uppteckningar berättar att julstänger restes på Tomasdagen (21 december) gemensamt av byns bönder, framför allt som ett tecken på julens (och julfridens) inträde. På gamla runstavar (kalendrar) markeras ibland den 21 december av två korslagda stänger med kvarsittande toppruskor.
Julstängerna var feststänger, de markerade högtid, med tydlig parallell till de motsvarigheter som restes vid t.ex. bröllop.
Linné beskriver också ett kors som sattes i gödselstacken för att skydda den i Dalarna. De ändarna på korsarmarna skars, men spånorna fick vara kvar, vilket skapade en tufsig ände. De inspirerade senare de mer finsnickrade Korpokorsen, även de kallade Tomaskors, som skapades och blev populära i FInland på 1930-talet.
Vintergröna träd hade både praktisk och symbolisk betydelse. Vissa barrträd tillskrevs dessutom apotropeiska (ont-avvärjande) egenskaper. Liksom enen symboliserade granen med sina vassa barr ett skydd mot onda makter för både levande och döda. Gran användes därför vid exempelvis risning i samband med begravningar. Även julgranen kan från början ha haft en sådan innebörd.
Under nationalromantiken uppmärksammades julstängerna, om vilka Karl-Erik Forsslund exempelvis skrev: ”Res spiror vid grind, sätt kärve på stång”, dock utan att någon sentida tradition kom att utvecklas annat än på hembygdsgårdar och museer.

## Andra varianter
Julstänger med olika slag av kors har förekommit. Nordisk Familjebok omnämner julruskor, ofta med flera ruskor på samma stång och ibland förenade med ett hjulkors. Julstänger med hjulkors av trä (eller halm) har förekommit, särskilt på Gotland. Dessa har nära anknytning till gårdskorsen, som var tjärade och mer stationära.
Julstänger kunde också placeras på en synlig plats i en trefot, vilket fortfarande förekommer i till exempel Dalarna.